# گمینا ووکوو
گمینا ووکوو (به لهستانی:  Gmina Łuków) یک گمینا در لهستان است که در شهرستان ووکوف واقع شده‌است. گمینا ووکوو ۳۰۸٫۳۲ کیلومتر مربع مساحت و ۱۶٬۵۴۷ نفر جمعیت دارد.